# Kaukab Abú al-Hídžá
Kaukab Abú al-Hídžá (hebrejsky כַּוּכַּבּ אַבּוּ אַל-הִיגַ׳א‎ nebo כאוכב אבו אל-היג׳א‎, arabsky كوكب أبو الهيجاء‎, v oficiálním přepisu do angličtiny Kaokab Abu al-Hija, přepisováno též Kaukab Abu al-Hija) je místní rada (malé město) v Izraeli, v Severním distriktu, které obývají izraelští Arabové.

## Geografie
Leží v nadmořské výšce 401 m, na pahorcích Dolní Galileje, na západním okraji vysočiny Harej Jatvat, která sleduje severní okraj Bejtnetofského údolí. Jižně od města protéká hlubokým údolím vádí Nachal Evlajim. Na severní straně se zvedá hora Har Šechanja.
Město leží přibližně 95 km severovýchodně od centra Tel Avivu a 25 km východně od centra Haify, v hustě osídleném pásu, přičemž osídlení v tomto regionu je etnicky smíšené. Vlastní Kaukab Abú al-Hídžá obývají izraelští Arabové stejně jako mnohá další sídla v okolí (na jihu Kafr Manda, na severozápadě Tamra, na severovýchodě Sachnin). Mezi nimi se ale nacházejí rozptýlené židovské vesnice v oblastní radě Misgav. Město je na dopravní síť napojeno pomocí lokální silnice číslo 784.

## Dějiny
Kaukab Abú al-Hídžá patrně navazuje na židovské sídlo Kochba (כוכבא) zmiňované v Talmudu a Mišně. Ve středověku osídlena Araby. Poblíž obce se nachází hrobka šejka al-Hídžá - posvátné postavy muslimských středověkých dějin. Francouzský cestovatel Victor Guérin popisuje obec koncem 19. století jako malou vesnici s přibližně 250 obyvateli.
Kaukab Abú al-Hídžá byl dobyt izraelskou armádou během války za nezávislost v roce 1948. Během červencové operace Dekel se fronta zastavila přesně na hranici vesnice. Zcela dobyta byla až v říjnu 1948 během operace Chiram. Obec pak nebyla na rozdíl od mnoha jiných arabských vesnic dobytých Izraelem vysídlena a zachovala si svůj arabský ráz. V roce 1984 byl Kaukab Abú al-Hídžá povýšen na místní radu (malé město). Ve obci fungují předškolní zařízení péče o děti, 5 mateřských škol, 1 základní škola. Ve výstavbě je společenské centrum a veřejná knihovna. Většina obyvatel pracuje mimo obec.

## Demografie
Kaukab Abú al-Hídžá je etnicky zcela arabské město. Podle údajů z roku 2005 tvořili muslimští Arabové 100 % populace. Jde o menší sídlo spíše vesnického charakteru s rostoucí populací. K 31. prosinci 2014 zde žilo 3237 lidí. Během roku 2014 populace stoupla o 2,5 %.
| Rok            | 1912 | 1922 | 1931 | 1945 | 1949 | 1961 |
| -------------- | ---- | ---- | ---- | ---- | ---- | ---- |
| Počet obyvatel | 246  | 222  | 285  | 490  | 457  | 690  |

| Rok            | 2001  | 2002  | 2003  | 2004  | 2005  | 2006  | 2007  | 2008  | 2009  | 2010  | 2011  | 2012  | 2013  | 2014  |
| -------------- | ----- | ----- | ----- | ----- | ----- | ----- | ----- | ----- | ----- | ----- | ----- | ----- | ----- | ----- |
| Počet obyvatel | 2 510 | 2 580 | 2 656 | 2 712 | 2 780 | 2 833 | 2 891 | 2 954 | 2 795 | 2 875 | 2 986 | 3 075 | 3 157 | 3 237 |